# Bhaisajyaguru
Bhaisajyaguru is de boeddha van de genezing. In het Mahayana Boeddhisme representeert Bhaisajyaguru het genezende aspect van de historische Sakyamuni Boeddha. Bhaisajyaguru wordt aanbeden door mensen die van een ziekte af willen komen. Hij is in afbeeldingen en beelden te herkennen aan het potje dat hij in zijn handen houdt. In het Tibetaans boeddhisme wordt deze Boeddha in blauwe (lapis lazuli) kleur weergeven. Deze boeddha speelt een belangrijke rol in het Chinees boeddhisme, Japans boeddhisme en Tibetaans boeddhisme.
De soetra van deze boeddha is Bhaisajyaguru Boeddha Soetra. Die ook wel de lange Sanskriet naam Sutra Pahala Ikrar Utama Tathagatha Cahaya Lazuardi Guru Pengobatan draagt.

## De twaalf geloftes
De twaalf geloftes van Bhaisajyaguru om de verlichting te bereiken zijn door:
1. de reïncarnatie tegen te houden en boeddha worden
2. de geest van wezens opwekken met het licht van de lapis lazuli
3. wezens van materiële dingen voorzien die ze nodig hebben
4. foute kijk vernietigen en het pad van de Bodhisattva laten zien
5. wezens onderwijzen in de morele voorschriften, ook als ze daarin eerder mislukt zijn
6. mensen helpen die misvormd zijn, ziek zijn of psychische problemen hebben
7. de zieken en armen van hun last verlichten
8. vrouwen helpen die herboren willen worden als man
9. het helen van mensen met psychische aandoeningen en waanideeën
10. onderdrukten van lijden verlossen
11. mensen voeden die aan hevige honger en dorst lijden
12. mensen zonder kleren kleden

## Verjaardag
Bhaisajyaguru's verjaardag staat op de dertigste van de negende maand van de Chinese kalender.
Omrekening naar de westerse kalender
- 2009: 16 november
- 2010: 6 november
- 2011: 26 oktober
- 2012: 13 november
- 2013: 3 november
- 2014: 23 oktober
- 2015: 11 november
- 2016: 30 oktober